# Río Katari
Río Katari (del vocablo aymara katari, o gran víbora, "río serpiente", hispanizada como Catari), mismo que, río arriba, se llama sucesivamente Jach'a Jawira, Colorado, Mani y luego Colorado nuevamente, es un río en el Departamento de La Paz, Bolivia, con una longitud de alrededor de 90km, situado al sureste del lago Titicaca. Su desembocadura está en el lago Wiñaymarka, en la parte sur del lago Titicaca.

## Curso
Conocido como Jach'a Jawira (que en aymara significa "gran río"), el río tiene su origen en varios arroyos al suroeste de Qillqatiri. Inicialmente, su corriente discurre hacia el noroeste, luego hacia el norte, el noreste, y nuevamente hacia el noroeste, donde se encuentra con el Lago Titicaca. En este curso, el río transita por los municipios de Colquencha (en la provincia Aroma), Comanche, y Coro Coro (en la provincia Pacajes), Viacha (en la provincia Ingavi), y en Pucarani y Puerto Pérez (en la provincia Los Andes).
Desde Qillqatiri, cerca de su origen, el Jach'a Jawira fluye por los picos Ananta, Waywasi Qullu (Huayhuasi Kkollu) y Chuqi Q'awa, situados en su rivera derecha. Al acercarse a la montaña llamada Qullqincha (Colquencha), el río toma el nombre de Río Colorado. Asimismo, recibe agua del arroyo intermitente Sirk'i Sirk'ini (Sirki Sirkini), que fluye por derecha, cambiando su nombre a Mani.
En Comanche, el río a un giro hacia el norte, donde vuelve a denominarse Río Colorado. Actualmente, existe una vía férrea en el margen izquierdo del río. Uno de sus afluentes hacia el oeste es el Ikiri (Hiquiri). Cerca del pico Phuru Qullu, su nombre cambia a Katari. Cerca de la zona de Koniri, el río recibe aguas de dos arroyos que vienen del oeste: del río Katari ("río serpiente", también escrito Catari Jahuira) y del río Sunimuru (Sunimuro Jahuira).
Cerca de Q'illani (Khellani) el río toma dirección noroeste y pronto se encuentra con uno de sus afluentes más importantes, el río Pallina, que aguas arriba también recibe el nombre de Jach'a Jawira (Jacha Jahuira). Su origen está en una pradera denominada Ch'alla Pampa ("pradera arenosa"), en proximidades a Ch'alla Piñaya (Challapinaya) Desde ese punto, el río da un rodeo por la ciudad de Viacha, y discurre hasta Laja, antes de integrarse al río Katari. 
El río Katari se integra al lago Titicaca en la bahía de Aykachi en el Municipio de Puerto Pérez, en el Cantón Aykachi.